# پارالمپیک زمستانی ۲۰۲۲

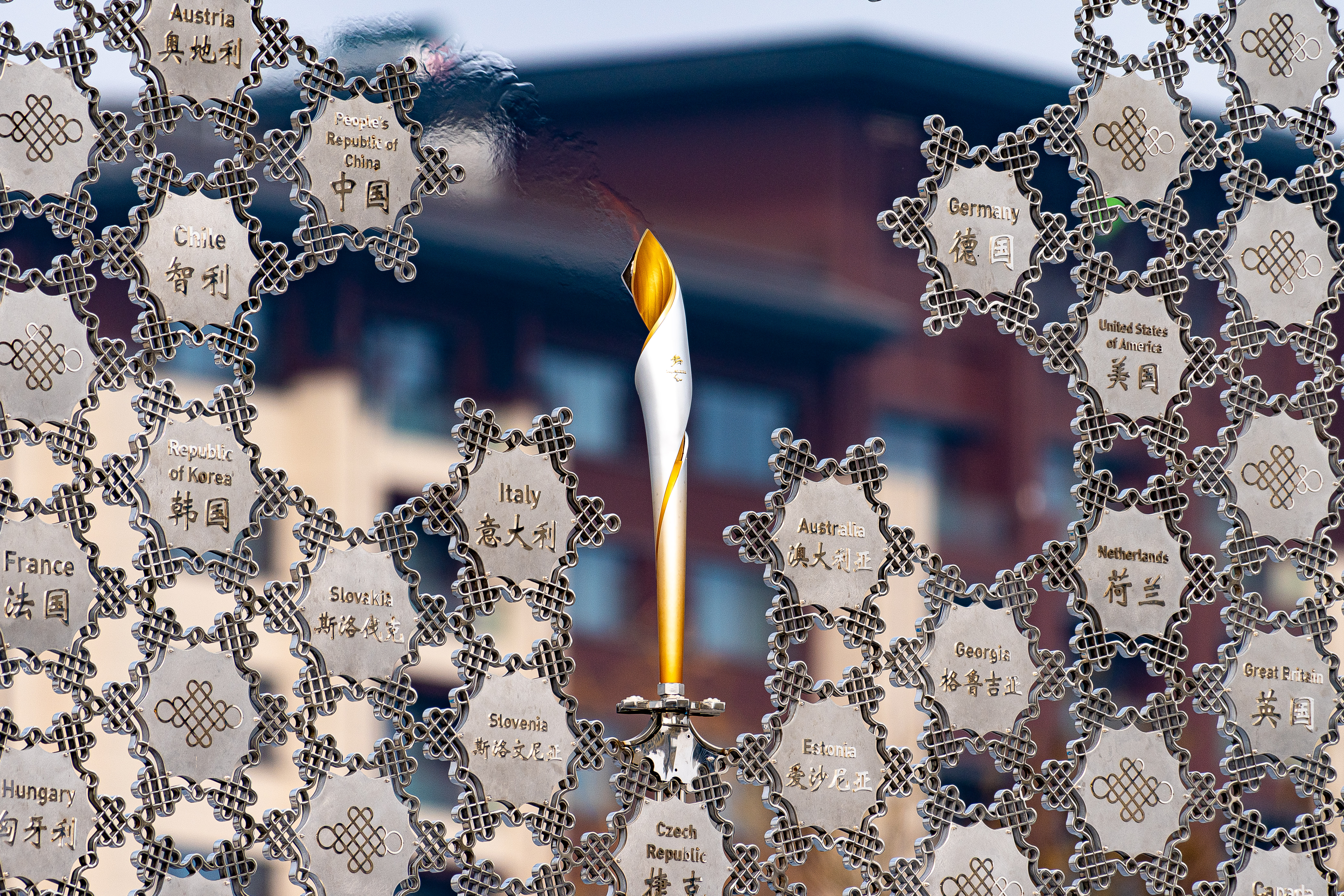
یکی از چهار کاسه مشعل مورد استفاده در المپیک زمستانی و پارالمپیک ۲۰۲۲

پارالمپیک زمستانی ۲۰۲۲ (چینی ساده: 2022年冬季残疾人奥林匹克运动会; پین‌یین: 2022 Nián Dōngjì Cánjí Rén Àolínpǐkè Yùndònghuì) که به طور عمومی پکن ۲۰۲۲ (چینی ساده: 北京2022) نیز خوانده می‌شود، یک رویداد چندورزشی معلولین بود که در پکن، چین از ۴ تا ۱۳ مارس ۲۰۲۲ برگزار شد. این دوره، سیزدهمین دوره‌ی برگزاری پارالمپیک زمستانی بود که توسط کمیته بین‌المللی پارالمپیک (IPC) برگزار شد.
پکن در ۱۲۸مین نشست المپیک که در کوالالامپور مالزی برگزار شد، میزبانی این دوره از مسابقات را کسب کرد.
پکن همچنین نخستین شهری است که هر دو دوره‌ی تابستانی و زمستانی المپیک و پارالمپیک را میزبانی کرده است.
۵۶۴ ورزشکار با ۴۶ ملیت گوناگون در ۷۸ رویداد مدال شرکت کردند و در ۶ ورزش به رقابت پرداختند.
این دوره از بازی‌ها تحت تأثیر یورش روسیه به اوکراین قرار گرفت. کمیته بین‌المللی المپیک در پی این رویداد تصمیم گرفت تا روسیه و بلاروس را از حضور در این مسابقات منع کند.
در حالی که کمیته بین‌المللی پارالمپیک ابتدا اعلام کرد ورزشکاران این دو کشور اجازه‌ی حضور با پرچم پارالمپیک در این مسابقات هستند، پس از تهدید چند کشور مبنی بر تحریم این دوره از بازی‌ها، در روز ۳ مارس ۲۰۲۲ (کمی پیش از آیین گشایش بازی‌ها) از تصمیم خود عقب‌نشینی کرد و اعلام کرد ورزشکاران این دو کشور به‌طور کلی از رقابت منع هستند. در پی این رخداد، ورزشکاران روسیه و بلاروس یک رویداد جایگزین را از ۱۷ تا ۲۱ مارس ۲۰۲۲ در خانتی-مانسییسک روسیه برگزار کردند. بعدتر ارمنستان، قزاقستان و تاجیکستان به این رویداد پیوستند.
کشور میزبان، چین با اختلاف در جدول مدال‌ها به برتری رسید. این کشور با کسب ۶۱ که ۱۸ مدال طلا بود، رکورد جدیدی برای کشورهای آسیایی در یک دوره از پارالمپیک زمستانی از نظر تعداد مدال‌ها، طلا، نقره و برنز کسب کرد. اوکراین نیز بهترین نتیجه در تاریخ خود را کسب کرد و در جایگاه دوم قرار گرفت. آنها توانستند ۲۹ مدال شامل ۱۱ طلا کسب کنند. کانادا نیز نتیجه‌ی کسب شده خود در ۲۰۱۰، ۲۰۱۴ و ۲۰۱۸ را کسب کرد و با کسب ۲۵ مدال که ۸ مدال آن‌ها طلا بود، مقام سوم را کسب کرد.

## گزینش میزبان
به عنوان توافق پیشین میان کمیته بین‌المللی پارالمپیک و کمیته بین‌المللی المپیک که در سال ۲۰۰۱ منعقد شد، شهر میزبان بازی‌های المپیک زمستانی ۲۰۲۲، میزبانی پارالمپیک زمستانی همان دوره را نیز برعهده داشت.
پکن میزبانی پارالمپیک زمستانی ۲۰۲۲ را در ۱۲۸مین نشست کمیته بین‌المللی المپیک در ۳۱ ژوئیه ۲۰۱۵ در شهر کوالالامپور مالزی به‌دست آورد.
| شهر    | ملت      | آرا |
| ------ | -------- | --- |
| پکن    | چین      | ۴۴  |
| آلماتی | قزاقستان | ۴۰  |

## آیین گشایش
آیین گشایش روز ۴ مارس ۲۰۲۲ در ورزشگاه ملی پکن برگزار شد؛ مدیریت آن نیز توسط ژانگ ییمو با پس‌زمینه "شکوفایی زندگی" انجام شد.
رئیس کمیته بین‌المللی المپیک، اندرو پارسونز در سخنرانی خود در آیین گشایش، حمله روسیه به اوکراین دور زدن آتش‌بس المپیک را با تاکید بر اینکه ورزشکاران پارالمپیک با یکدیگر رقابت می کنند و نه "علیه" یکدیگر، و "قرن بیست و یکم زمان گفتگو و دیپلماسی است، نه جنگ و نفرت"، محکوم کرد.
مشعل‌دار نهایی این دوره، برنده‌ی چهار مدال طلای پارا دو و میدانی چینی، لی دوآن بود.

## آیین پایانی
آیین پایانی این دوره از بازی ها، ۱۳ مارس ۲۰۲۲ برگزار شد. این بازی‌ها پس از ۹ روز از رقابت‌ها و ۷۸ رویداد در ورزشگاه ملی پکن، در چین به پایان رسید.

## ورزش‌ها
هفتاد و هشت رویداد در پنج ورزش در طول پارالمپیک زمستانی ۲۰۲۲ برگزار شد، دو ورزش کمتر از ۲۰۱۸. در ژوئن ۲۰۱۹، کمیته بین‌المللی پارالمپیک، چهار ماده از شش ماده‌ی پیشنهادی برای اسنوبردسواری زنان را کنار گذاشت (تنها اسنوبرد کراس و اسلالوم بانکی LL2 باقی ماند). این رخداد به این دلیل که این چهار ماده معیارهای لازم را در طول مسابقات جهانی پارا اسنوبرد ۲۰۱۹ برآورده نکرده بودند، کنار گذاشته شدند.
- اسکی آلپاین (۳۰) (جزئیات)
- اسکی نوردیک
  -  ورزش دوگانه (۱۸) (جزئیات) 
  -  اسکی صحرانوردی (۲۰) (جزئیات)
- هاکی روی یخ معلولان (۱) (جزئیات)
- اسنوبردسواری (۸) (جزئیات)
- کرلینگ با ویلچر (۱) (جزئیات)

## ورزشگاه‌ها

خوشه‌های پارالمپیک

### خوشه پکن
- ورزشگاه سبز المپیک

- مرکز ملی ورزشهای آبی پکن - حلقه زدن
- ورزشگاه ملی سرپوشیده پکن – پارا هاکی روی یخ
- استادیوم ملی پکن - مراسم افتتاحیه و اختتامیه
- دهکده پارالمپیک پکن
- مرکز همایش ملی چین - MPC/IBC

### خوشهمنطقه یانچینگ
- زمین اسکی آلپاین یانچینگ – اسکی آلپاین
- یانچینگ MMC: رسانه بین‌المللی مرکزی
- دهکده پارالمپیک یانکینگ و مدال پلازا

### خوشهجانگجیاکو
- میدان بیاتلون کویانگشو – اسکی صحرایی و بیاتلون
- استراحتگاه گنتینگ - اسنوبورد
- دهکده پارالمپیک جانگجیاکو و مدال پلازا

## رله مشعل
مشعل میراث بازی‌های پارالمپیک زمستانی ۲۰۲۲ در تاریخ ۱ مارس در استوک مندویل، بریتانیا روشن شد و به‌صورت مجازی به پکن ارسال گردید. در ادامه، هشت مشعل دیگر در نقاط مختلف شهر پکن و جانگجیاکو روشن شد و در مراسمی کوچک در مقابل نیایشگاه آسمان در تاریخ ۳ مارس با یکدیگر ادغام شدند.
روز بعد، مشعل یکپارچه‌شده به جانگجیاکو و دو مکان دیگر در پکن، از جمله ورزشگاه سبز المپیک منتقل شد. در روز آیین گشایش، مشعل‌گردانی در سه مکان دیگر از جمله ساختمان اصلی کمیته برگزاری پکن ۲۰۲۲ (BOCOG) ادامه یافت و همان شب در آیین گشایش در ورزشگاه ملی پکن، کاسه مشعل پارالمپیک روشن شد.

## کمیته‌های ملی پارالمپیک شرکت‌کننده
در مجموع، ۴۶ کمیته ملی پارالمپیک ورزشکارانی را برای شرکت در بازی‌ها واجد شرایط کرده بودند. کشورهای جمهوری آذربایجان، اسرائیل و پورتوریکو نخستین حضور خود را در پارالمپیک زمستانی تجربه کردند. در همین حال، کشورهای لیختن‌اشتاین، استونی و لتونی پس از غیبت طولانی به ترتیب از زمان پارالمپیک زمستانی ۱۹۹۴ در لیلهامر، پارالمپیک زمستانی ۲۰۰۲ در سالت‌لیک و پارالمپیک زمستانی ۲۰۰۶ در تورین، به این رقابت‌ها بازگشتند.
هفت کمیته ملی پارالمپیک که در پارالمپیک زمستانی ۲۰۱۸ پیونگ‌چانگ شرکت کرده بودند، کاروان خود را به پکن اعزام نکردند؛ ارمنستان، بلغارستان، کره شمالی، صربستان، تاجیکستان، ترکیه و ازبکستان. علاوه بر این، روسیه و بلاروس از شرکت در این رقابت‌ها محروم شدند.
همچنین، رکورد جدیدی با حضور ۱۳۸ ورزشکار زن ثبت شد که پنج نفر بیشتر از ۱۳۳ ورزشکار زن در پارالمپیک زمستانی ۲۰۱۸ بود.
در تاریخ ۲۴ فوریه ۲۰۲۲، یعنی روز نخست حمله روسیه به اوکراین، کمیته بین‌المللی المپیک نقض آتش‌بس المپیک توسط روسیه را محکوم کرد. این آتش‌بس از آغاز بازی‌های المپیک تا پایان بازی‌های پارالمپیک ادامه دارد.
رئیس کمیته بین‌المللی پارالمپیک، اندرو پارسونز، اظهار داشت که رساندن تیم اوکراین به پکن، یک «چالش بسیار بزرگ» خواهد بود. کمیته بین‌المللی المپیک (IOC) خواستار ممنوعیت نمایش پرچم‌های روسیه و بلاروس در هر رویداد ورزشی بین‌المللی شد. این تصمیم در مورد بلاروس به دلیل حمایت این کشور از تجاوز روسیه به اوکراین گرفته شد و همچنین به دلیل اتهاماتی که به کمیته المپیک بلاروس درباره تبعیض سیاسی علیه ورزشکاران بلاروسی وارد شده بود. پیش از این نیز، پرچم روسیه به دلیل تحریم‌های اعمال‌شده توسط آژانس جهانی مبارزه با دوپینگ (WADA) تا دسامبر ۲۰۲۱ از رویدادهای ورزشی بین‌المللی منع شده بود. ورزشکاران روسیه قرار بود تحت نام “RPC” (کمیته پارالمپیک روسیه) در این رقابت‌ها شرکت کنند.
در تاریخ ۲۸ فوریه ۲۰۲۲، هیات اجرایی کمیته بین‌المللی المپیک (IOC) خواستار حذف ورزشکاران روسی و بلاروسی از تمامی رویدادهای ورزشی بین‌المللی شد. در ۲ مارس ۲۰۲۲، کمیته بین‌المللی پارالمپیک (IPC) اعلام کرد که ورزشکاران روسیه و بلاروس می‌توانند به‌صورت مستقل و تحت پرچم پارالمپیک شرکت کنند، اما نتایج آن‌ها در جدول مدال‌ها لحاظ نخواهد شد. با این حال، به دلیل انتقادهای چندین کمیته ملی پارالمپیک که تهدید به تحریم بازی‌ها کرده بودند، کمیته بین‌المللی پارالمپیک در ۳ مارس ۲۰۲۲ تصمیم قبلی خود را لغو و اعلام کرد که ورزشکاران روسیه و بلاروس از شرکت در بازی‌های پارالمپیک زمستانی ۲۰۲۲ منع خواهند شد. در واکنش به این تصمیم، سخنگوی رئیس‌جمهور روسیه، دمیتری پسکوف، اقدام کمیته بین‌المللی پارالمپیک را محکوم کرد. در پاسخ، روسیه یک رویداد جایگزین به نام بازی‌های پارالمپیک زمستانی «ما با هم هستیم، ورزش» برگزار کرد که کشورهای روسیه، بلاروس، قزاقستان، تاجیکستان و ارمنستان در آن شرکت کردند.
جمهوری آذربایجان برنامه‌ریزی خود را برای شرکت در این مسابقات آماده کرده بود، با این حال، تنها ورزشکار این کاروان در آخرین تمرینش پیش از آغاز مسابقات به شدت مصدوم شد و نتوانست در مسابقه شرکت کند. با این حال، این کشور در رژه‌ی ملت‌ها در آیین گشایش و پایانی شرکت کرد.

شرکت‌کننده/مجاز/کشورهای حاضر
کشورهای حاضر
شهر میزبان (پکن)
کشورهای ممنوعه/مستثنی شده

کشورها براساس اندازه کاروان

| کمیته‌های ملی المپیک شرکت‌کننده |
| --- |
| - آندورا (۱) - آرژانتین (۲) - استرالیا (۷) - اتریش (۱۶) - جمهوری آذربایجان (1) - بلژیک (۲) - بوسنی و هرزگوین (۲) - برزیل (۶) - کانادا (۴۵) - شیلی (۴) - چین (۹۶) (Host) - کرواسی (۴) - جمهوری چک (۲۱) - دانمارک (۱) - استونی (۵) - فنلاند (۶) - فرانسه (۱۵) - گرجستان (۱) - آلمان (۱۸) - بریتانیای کبیر (۲۱) - یونان (۲) - مجارستان (۱) - ایسلند (۱) - ایران (۴) - اسرائیل (۱) - ایتالیا (۲۹) - ژاپن (۲۹) - قزاقستان (۵) - لتونی (۵) - لیختن‌اشتاین (۱) - مکزیک (۱) - مغولستان (۳) - هلند (۸) - نیوزیلند (۳) - نروژ (۱۳) - لهستان (۱۱) - پورتوریکو (۱) - رومانی (۲) - اسلواکی (۲۸) - اسلوونی (۱) - کره جنوبی (۳۲) - اسپانیا (۲) - سوئد (۱۰) - سوئیس (۱۲) - اوکراین (۲۰) - ایالات متحده آمریکا (۶۵) |

### تعداد ورزشکاران براساس کمیته ملی پارالمپیک
۵۶۴ ورزشکار از ۴۶ کمیته در این دوره شرکت کردند.
| رتبه‌بندی | NPC                 | ورزشکار |
| -------- | ------------------- | ------- |
| ۱        | چین                 | ۹۶      |
| ۲        | ایالات متحده آمریکا | ۶۵      |
| ۳        | کانادا              | ۴۵      |
| ۴        | کره جنوبی           | ۳۲      |
| ۵        | ایتالیا             | ۲۹      |
| ۶        | ژاپن                | ۲۹      |
| ۷        | اسلواکی             | ۲۸      |
| ۸        | جمهوری چک           | ۲۱      |
| ۹        | بریتانیای کبیر      | ۲۱      |
| ۱۰       | اوکراین             | ۲۰      |
| ۱۱       | آلمان               | ۱۸      |
| ۱۲       | اتریش               | ۱۶      |
| ۱۳       | فرانسه              | ۱۵      |
| ۱۴       | نروژ                | ۱۳      |
| ۱۵       | سوئیس               | ۱۲      |
| ۱۶       | لهستان              | ۱۱      |
| ۱۷       | سوئد                | ۱۰      |
| ۱۸       | هلند                | ۸       |
| ۱۹       | استرالیا            | ۷       |
| ۲۰       | برزیل               | ۶       |
| ۲۱       | فنلاند              | ۶       |
| ۲۲       | استونی              | ۵       |
| ۲۳       | قزاقستان            | ۵       |
| ۲۴       | لتونی               | ۵       |
| ۲۵       | شیلی                | ۴       |
| ۲۶       | کرواسی              | ۴       |
| ۲۷       | ایران               | ۴       |
| ۲۸       | مغولستان            | ۳       |
| ۲۹       | نیوزیلند            | ۳       |
| ۳۰       | آرژانتین            | ۲       |
| ۳۱       | بلژیک               | ۲       |
| ۳۲       | بوسنی و هرزگوین     | ۲       |
| ۳۳       | یونان               | ۲       |
| ۳۴       | رومانی              | ۲       |
| ۳۵       | اسپانیا             | ۲       |
| ۳۶       | آندورا              | ۱       |
| ۳۷       | جمهوری آذربایجان    | ۱       |
| ۳۸       | دانمارک             | ۱       |
| ۳۹       | گرجستان             | ۱       |
| ۴۰       | مجارستان            | ۱       |
| ۴۱       | ایسلند              | ۱       |
| ۴۲       | اسرائیل             | ۱       |
| ۴۳       | لیختن‌اشتاین         | ۱       |
| ۴۴       | مکزیک               | ۱       |
| ۴۵       | پورتوریکو           | ۱       |
| ۴۶       | اسلوونی             | ۱       |
| کل       | کل                  | ۵۶۴     |

## تقویم بازی‌ها
در تقویم زیر برای پارالمپیک زمستانی ۲۰۲۲:
• هر خانه آبی نشان‌دهنده برگزاری رقابت‌های یک رویداد است.
• خانه‌های زرد روزهایی را نشان می‌دهند که در آن‌ها فینال‌هایی با اهدای مدال برای یک ورزش برگزار شده است.
• عدد داخل هر خانه زرد تعداد فینال‌هایی را نشان می‌دهد که در آن روز برگزار شده‌اند.
برخی رویدادها، مانند فینال‌های اسنوبورد بانکی مردان و زنان به دلیل شرایط آب‌وهوایی گرم تغییر زمان پیدا کردند.
برای زمان‌بندی از زمان استاندارد چین بهره برده شده است. (یوتی‌سی ۸:۰۰+)
| OC | آیین گشایش | ● | برگزاری رقابت‌ها | ۱ | بازی نهایی | CC | آیین پایانی |

| مارس ۲۰۲۲                   | مارس      | مارس     | مارس       | مارس       | مارس       | مارس         | مارس         | مارس       | مارس      | مارس        | رویدادها     |
| مارس ۲۰۲۲                   | 4th آدینه | 5th شنبه | 6th یکشنبه | 7th دوشنبه | 8th سه‌شنبه | 9th چهارشنبه | 10th پنج‌شنبه | 11th آدینه | 12th شنبه | 13th یکشنبه | رویدادها     |
| --------------------------- | --------- | -------- | ---------- | ---------- | ---------- | ------------ | ------------ | ---------- | --------- | ----------- | ------------ |
| آیین‌ها                      | OC        |          |            |            |            |              |              |            |           | CC          | —            |
| اسکی آلپین                  |           | ۶        | ۶          | ۶          |            |              | ۳            | ۳          | ۳         | ۳           | 30           |
| دوگانه                      |           | ۶        |            |            | ۶          |              |              | ۶          |           |             | 18           |
| اسکی کراس-کانتری            |           |          | ۲          | ۴          |            | ۶            |              |            | ۶         | ۲           | 20           |
| پارا هاکی روی یخ            |           | ●        | ●          |            | ●          | ●            |              | ●          | ●         | ۱           | 1            |
| اسنوبرد                     |           |          | ●          | ۴          |            |              |              | ۴          |           |             | 8            |
| کرلینگ با ویلچر             |           | ●        | ●          | ●          | ●          | ●            | ●            | ●          | ۱         |             | 1            |
| رویدادهای روزانه مدال طلا   |           | ۱۲       | ۸          | ۱۴         | ۶          | ۶            | ۳            | ۱۳         | ۱۰        | ۶           | ۷۸           |
| مجموع مدال‌های طلای اهدا شده |           | ۱۲       | ۲۰         | ۳۴         | ۴۰         | ۴۶           | ۴۹           | ۶۲         | ۷۲        | ۷۸          | ۷۸           |
| مارس ۲۰۲۲                   | 4th Fri   | 5th Sat  | 6th Sun    | 7th Mon    | 8th Tue    | 9th Wed      | 10th Thu     | 11th Fri   | 12th Sat  | 13th Sun    | Total events |
| مارس ۲۰۲۲                   | March     |          |            |            |            |              |              |            |           |             | Total events |

## خلاصه مدال
*   کشور میزبان
| رتبه           | NPC                 | طلا | نقره | برنز | مجموع |
| -------------- | ------------------- | --- | ---- | ---- | ----- |
| ۱              | چین*                | ۱۸  | ۲۰   | ۲۳   | ۶۱    |
| ۲              | اوکراین             | ۱۱  | ۱۰   | ۸    | ۲۹    |
| ۳              | کانادا              | ۸   | ۶    | ۱۱   | ۲۵    |
| ۴              | فرانسه              | ۷   | ۳    | ۲    | ۱۲    |
| ۵              | ایالات متحده آمریکا | ۶   | ۱۱   | ۳    | ۲۰    |
| ۶              | اتریش               | ۵   | ۵    | ۳    | ۱۳    |
| ۷              | آلمان               | ۴   | ۸    | ۷    | ۱۹    |
| ۸              | نروژ                | ۴   | ۲    | ۱    | ۷     |
| ۹              | ژاپن                | ۴   | ۱    | ۲    | ۷     |
| ۱۰             | اسلواکی             | ۳   | ۰    | ۳    | ۶     |
| ۱۱             | ایتالیا             | ۲   | ۳    | ۲    | ۷     |
| ۱۲             | سوئد                | ۲   | ۲    | ۳    | ۷     |
| ۱۳             | فنلاند              | ۲   | ۲    | ۰    | ۴     |
| ۱۴             | بریتانیای کبیر      | ۱   | ۱    | ۴    | ۶     |
| ۱۵             | نیوزیلند            | ۱   | ۱    | ۲    | ۴     |
| ۱۶             | هلند                | ۰   | ۳    | ۱    | ۴     |
| ۱۷             | استرالیا            | ۰   | ۰    | ۱    | ۱     |
| ۱۷             | سوئیس               | ۰   | ۰    | ۱    | ۱     |
| ۱۷             | قزاقستان            | ۰   | ۰    | ۱    | ۱     |
| مجموع (۱۹ NPC) | مجموع (۱۹ NPC)      | ۷۸  | ۷۸   | ۷۸   | ۲۳۴   |